# Ernst Gerke

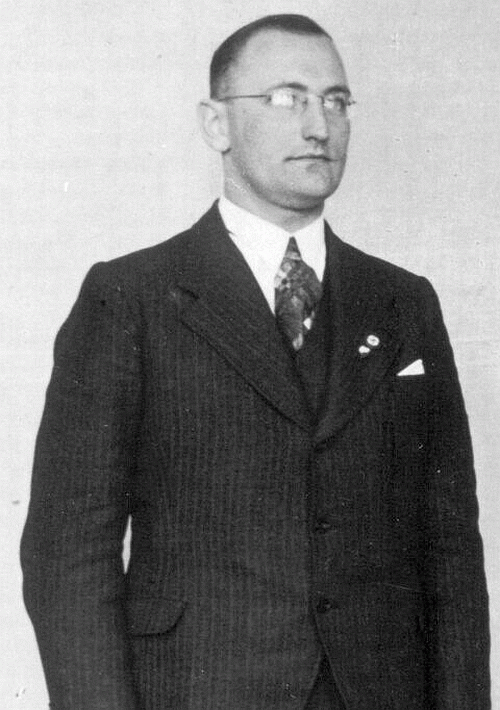

Ernst Friedrich Wilhelm Gerke, född 6 maj 1909 i Stettin, död 7 november 1982 i Eckernförde, var en tysk promoverad jurist och SS-Obersturmbannführer. 
Gerke utsågs i september 1942 till chef för Gestapo i Prag i Riksprotektoratet Böhmen-Mähren. Under hans befäl ökade avrättningarna avsevärt i antal och han fick därför öknamnet "Prags bödel".